# GP Goriška & Vipava Valley
Il GP Goriška & Vipava Valley, fino al 2022 GP Vipava Valley & Crossborder Goriška, è una corsa in linea maschile di ciclismo su strada che si tiene annualmente a Nova Gorica, in Slovenia. Nata nel 2022, fa parte del circuito UCI Europe Tour come prova di classe 1.2.

## Albo d'oro
Aggiornato all'edizione 2024.
| Anno                                   | Vincitore                              | Secondo                                | Terzo                                  |
| GP Vipava Valley & Crossborder Goriška | GP Vipava Valley & Crossborder Goriška | GP Vipava Valley & Crossborder Goriška | GP Vipava Valley & Crossborder Goriška |
| -------------------------------------- | -------------------------------------- | -------------------------------------- | -------------------------------------- |
| 2022                                   | Fran Miholjević                        | Felix Engelhardt                       | Jonas Rapp                             |
| GP Goriška & Vipava Valley             |                                        |                                        |                                        |
| 2023                                   | Adam Ťoupalík                          | Filippo Fiorelli                       | Tilen Finkšt                           |
| 2024                                   | Mattia Negrente                        | Lorenzo Conforti                       | Tilen Finkšt                           |